# Scooby-Doo! in Where's My Mummy?
Scooby-Doo in Where's My Mummy? is een Amerikaanse animatiefilm, en de negende film in een reeks van direct-naar-video-films gebaseerd op de Scooby-Doo-series. De film werd geproduceerd door Warner Bros. Animation.
De film kwam eerst uit op 5 november 2005 in een beperkte uitgave. Ook werd de film in een aantal Amerikaanse steden in de bioscopen vertoond door Kidtoon Films. Op 24 november 2005 maakte de film zijn tv-debuut op Cartoon Network.

## Verhaal
Mystery Inc. is in Egypte om een verrassingsbezoek te brengen aan Velma, die de afgelopen 6 maanden samen met prins Omar de beroemde Sfinx heeft opgeknapt. Ze hebben ontdekt dat de Sfinx de tombe van Koningin Cleopatra bevat. Onderweg ontmoet de groep een aantal personen: een Egyptische nomade die van de groep de naam "Triple A" krijgt, "Fear Facers"-gastheer Rock Rivers, en een Lara Croft-dubbelganger genaamd Dr. Amelia von Butch. Tegen de wensen van Velma en Omar in gebruiken Dr. von Butch en haar team moderne middelen om de tombe te openen. Volgens Omar zal het openen van de tombe een vloek in werking stellen, die eenieder die de tombe betreedt in steen verandert. Aanvankelijk wil niemand dit geloven, totdat Velma, Omar en Rock Rivers de tombe betreden en niet veel later hun versteende lichamen worden teruggevonden.
Dr. von Butch besluit de tombe toch te betreden, gevolgd door de rest van Mystery Inc. Ze zet per ongeluk een val in werking waardoor het team wordt opgesplitst. Fred en Daphne proberen Dr. von Butch te stoppen terwijl Scooby-Doo en Shaggy een verloren stad ontdekken. In deze stad worden ze aangezien voor de farao Ascoobis en zijn trouwe dienaar, die eindelijk zijn teruggekeerd. De leider van de stad, Hotep, probeert het duo te voeren aan zijn Geest van het Zand, een enorme schorpioen. Fred en Daphne arriveren met "Triple A", en onthullen dat de schorpioen slechts een robot is. Hotep is een crimineel meesterbrein dat illegaal een dam aan het bouwen is in de Nijl.
Hierna leidt de groep een leger van inwoners van de verloren stad naar Cleopatra's tombe om de vloek te verbreken en Velma te bevrijden. Daar komen ze oog in oog te staan met een mummieleger aangevoerd door de mummie van Cleopatra. In de strijd die ontstaat glipt Amelia von Butch weg, en steelt ze de kroon van Cleopatra. Dit veroorzaakt een kettingreactie waarbij de Nijl door de muren van de tombe barst en alles onder laat lopen. Alle rijkdommen in de tombe worden naar buiten gespoeld, en de Nijl ontdamt.
Hierna volgt de ontknoping. Het blijkt dat de mummie van Cleopatra al die tijd Velma was. Zij en Omar hadden de vloek verzonnen om grafrovers weg te houden. De versteende lichamen die men vond waren slechts cementkopieën van Velma en Omar. Dr. Von Butch en haar team worden gearresteerd.

## Rolverdeling
| Acteur             | Personage                       |
| ------------------ | ------------------------------- |
| Frank Welker       | Scooby-Doo, Fred Jones          |
| Casey Kasem        | Shaggy Rogers                   |
| Grey DeLisle       | Daphne Blake, Natasha           |
| Mindy Cohn         | Velma Dinkley                   |
| Christine Baranski | Amelia von Butch                |
| Ajay Naidu         | Prins Omar                      |
| Oded Fehr          | Amahl Ali Akbar                 |
| Virginia Madsen    | Cleopatra                       |
| Jeremy Piven       | Rock Rivers                     |
| Ron Perlman        | Armin Granger/Hotep, De Oude #2 |
| Wynton Marsalis    | Campbell                        |

## Trivia
- Dit was de eerste Scooby-Doo-film die werd gefilmd in breedbeeldformaat.
- De plot van de film lijkt sterk op een aflevering van de originele Scooby-Doo-serie.